# Organización Nacional de Acción Revolucionaria
La Organización Nacional de Acción Revolucionaria (ONAR), fue un grupo insurgente de México, fundado por el diputado federal Rafael Estrada Villa, como escisión del PPS. Los militantes de la ONAR se fusionaron con el Grupo Guerrillero del Pueblo Arturo Gámiz, liderado por Óscar González Eguiarte.
Entre sus miembros más destacados se encontraban el diputado Rafael Estrada Villa quien rompió con el Partido Popular Socialista, y tres de los hermanos Gaytán de Chihuahua, dos de los cuales, eran sobrevivientes del Asalto al cuartel de Madera.